# Mang thai buồng trứng
Mang thai buồng trứng đề cập đến một thai ngoài tử cung nằm trong buồng trứng. Thông thường, tế bào trứng không được giải phóng hoặc lấy về khi rụng trứng, mà được thụ tinh trong buồng trứng nơi cấy thai. Mang thai như vậy thường không phát triển quá bốn tuần đầu tiên của thai kỳ. Một thai kỳ buồng trứng không được điều trị gây ra chảy máu trong ổ bụng gây tử vong và do đó có thể trở thành một cấp cứu y tế.

## Nguyên nhân và bệnh lý
Nguyên nhân của việc mang thai buồng trứng chưa được biết rõ, cụ thể là các yếu tố nguyên nhân thông thường - bệnh viêm vùng chậu và phẫu thuật vùng chậu - liên quan đến thai ngoài tử cung vòi trứng dường như không được giải quyết. Dường như có một liên kết đến dụng cụ tử cung (vòng tránh thai),, tuy nhiên, không thể kết luận rằng đây là nguyên nhân vì có thể vòng tránh thai ngăn ngừa mang thai kiểu khác nhưng không ngăn việc mang thai buồng trứng. Một số người cho rằng những bệnh nhân trải qua liệu pháp IVF có nguy cơ mang thai buồng trứng cao hơn.
Một thai kỳ buồng trứng thường được hiểu là bắt đầu khi một tế bào trứng trưởng thành không bị trục xuất hoặc nhặt ra khỏi nang trứng và một tinh trùng đi vào nang trứng và thụ tinh với trứng, tạo ra một thai kỳ nội bào. Các chuyên gia tranh luận rằng một tế bào trứng đã thụ tinh bên ngoài của buồng trứng có thể cấy ghép trên bề mặt buồng trứng, có lẽ được hỗ trợ bởi một phản ứng màng rụng hoặc viêm màng dạ con. Mang thai buồng trứng hiếm khi tồn tại hơn 4 tuần; tuy nhiên, có khả năng túi phôi tìm thấy sự hỗ trợ thêm bên ngoài buồng trứng và do đó có thể ảnh hưởng đến ống và các cơ quan khác. Trong những trường hợp rất hiếm, thai kỳ có thể tìm thấy một chỗ đứng đủ lớn bên ngoài buồng trứng để tiếp tục mang thai bụng, và một ca sinh đã thỉnh thoảng được báo cáo.